# Lucy van Dael
Lucy van Dael (1946) is een Nederlands violiste, gespecialiseerd in barokmuziek.

## Levensloop
Van Dael studeerde viool aan het Koninklijk Conservatorium van Den Haag. Ze werd de jongste violiste in het Nederlands Kamerorkest onder leiding van Szymon Goldberg.
Al jong geraakte Lucy van Dael geboeid door de barokviool. Hieruit resulteerde een duurzame samenwerking met Gustav Leonhardt, Frans Brüggen, Ton Koopman, Sigiswald Kuijken, Wieland Kuijken en Barthold Kuijken. Samen met Frans Brüggen stichtte ze het Orkest van de Achttiende Eeuw – gedurende achttien jaar was zij concertmeester van dit orkest. Zij maakte deel uit van verscheidene ensembles, waaronder het Amsterdams Fortepiano Trio (met Stanley Hoogland en Wouter Möller), La Folia (met Bob van Asperen en Jaap ter Linden) en Archibudelli (met Anner Bijlsma).
Lucy van Dael gaf les aan het Conservatorium van Amsterdam en Den Haag. Ze doceerde ook aan de Schola Cantorum Basiliensis in Bazel, en aan de Muziekacademies in Stanford, Berkeley, Bazel, Melbourne, Oslo, Hamburg en Jakarta.
Ze trad ook op als dirigent, onder meer bij de European Union Baroque Orchestra, het Concerto Amsterdam, het Irish Baroque Orchestra, de Beethoven Akademie en Academia Montis Regalis.

## Discografie
Ze heeft vele muziekopnamen op haar naam – ze werd daarvoor bekroond, onder meer met een Poolse Fryderyk '97 en een Nederlandse Edison.
Onder haar opnamen (als soliste, in kleine bezetting of als concertmeester van het Orkest van de Achttiende Eeuw) zijn te vermelden:
- Johann Sebastian Bach, Sonates en Partita's voor vioolsolo, 6 Sonates voor viool en continuo (met Bob van Asperen), Concerto voor twee violen (met Sigiswald Kuyken), Vioolconcerti (met het Catharijne Consort), de Cantates (met het Leonhardt Consort), de Brandenburgse Concerten (met Leonhardt, Brüggen, Bijlsma, Kuyken), de Mis in b-klein, de Matteüspassie
- Ludwig van Beethoven, Kwintet in A major (bewerking van de Kreutzersonate),Sextet in E-flat major, Op.81bM (met Archibudelli), de negen symfonieën
- Heinrich Ignaz Franz Biber, Mystery sonates, vioolsonates (met Bob van Asperen en Wouter Möller)
- Luigi Boccherini, Strijkkwintetten (met A. Bijlsma, Kuyken, Stuurop)
- Arcangelo Corelli, Vioolsonates (met A. Curtis en W. Möller), Concerti Grossi Op.VI (met La Petite Bande)
- François Couperin, Apotheose de Lully, Concerts Royaux, Apotheose de Corelli, Nouveau Concert 8 La Sultane, La Superbe, La Steiquerque (met de gebroeders Kuijken en Robert Kohnen
- Joseph Haydn, De Symfonieën 86-103, Sinfonia Concertante, 8 Notturni (met Archi Budelli), De drie laatste strijkkwartetten (met Archibudelli)
- Georg Friedrich Händel, Triosonatas in G groot en g klein (met Musica da Camera)
- Jean-Baptiste Lully, Le Bourgeois Gentilhomme (met la Petite Bande)
- Wolfgang Amadeus Mozart, de Haffner Serenade, Kwintet voor klarinet, Symfonieën, de Kroningsmis, Fluitkwartetten, Strijkkwintetten, Ein musikalischer Spass K. 522 (met Archibudelli), Divertimenti K.334 and K.247 (met Archibudelli), Grande Sestetto Concertante (met Archibudelli)
- Felix Mendelssohn Bartholdy, Italiaanse Symfonie, Strijkkwintetten (met Archibudelli)
- Jean-Philippe Rameau, Suites "Les Boreades" , "Acante et Cephise"
- Franz Schubert, Strijkkwartet D 87 (met Archibudelli), de Symfonieën I-IX
- Georg Philipp Telemann, complete "Tafelmusik", "Pariser Quartetten" (met Hans Martin Linde, Jordi Savall, A. Curtis)
- Marco Uccellini, "La Hortensia virtuosa", vioolsonatas (met Bob van Asperen, Toyohiko Satoh en Jaap ter Linden)
- Antonio Vivaldi, "The Italian Connection" (met del'Arte Antiqua), Concerti voor fluit en hobo